# Boksen op de Olympische Zomerspelen 1972
Boksen is een van de sporten die beoefend werden tijdens de Olympische Zomerspelen 1972 in München.

## Mannen
Uitslagen per gewichtsklasse: 

### lichtvlieggewicht (tot 48 kg)
| rang   | sporter           | land |
| ------ | ----------------- | ---- |
| Goud   | György Gedó       | HUN  |
| Zilver | Kim U-Gil         | PRK  |
| Brons  | Ralph Evans       | GBR  |
| Brons  | Enrique Rodríguez | ESP  |
| 5      | Rafael Carbonell  | CUB  |
| 5      | Chanyalev Haile   | ETH  |
| 5      | Vladimir Ivanov   | URS  |
| 5      | James Odwori      | UGA  |

### vlieggewicht (tot 51 kg)
| rang   | sporter           | land |
| ------ | ----------------- | ---- |
| Goud   | Georgi Kostadinov | BUL  |
| Zilver | Leo Rwabwogo      | UGA  |
| Brons  | Leszek Błażyński  | POL  |
| Brons  | Douglas Rodríguez | CUB  |
| 5      | Neil McLaughlin   | IRL  |
| 5      | Calixto Pérez     | COL  |
| 5      | You Chong-man     | KOR  |
| 5      | Boris Zoriktoejev | URS  |

### bantamgewicht (tot 54 kg)
| rang   | sporter                  | land |
| ------ | ------------------------ | ---- |
| Goud   | Orlando Martínez         | CUB  |
| Zilver | Alfonso Zamora           | MEX  |
| Brons  | Ricardo Carreras         | USA  |
| Brons  | George Turpin            | GBR  |
| 5      | Ferry Moniaga            | INA  |
| 5      | John Mwaura Nderu        | KEN  |
| 5      | Juan Francisco Rodríguez | ESP  |
| 5      | Vassili Solomin          | URS  |

### vedergewicht (tot 57 kg)
| rang   | sporter          | land |
| ------ | ---------------- | ---- |
| Goud   | Boris Koeznetsov | URS  |
| Zilver | Philip Waruinge  | KEN  |
| Brons  | András Botos     | HUN  |
| Brons  | Clemente Rojas   | COL  |
| 5      | Kazuo Kobayashi  | JPN  |
| 5      | Jouko Lindberg   | FIN  |
| 5      | Gabriel Pometcu  | ROU  |
| 5      | Antonio Rubio    | ESP  |

### lichtgewicht (tot 60 kg)
| rang   | sporter            | land |
| ------ | ------------------ | ---- |
| Goud   | Jan Szczepański    | POL  |
| Zilver | László Orbán       | HUN  |
| Brons  | Samuel Mbugua      | KEN  |
| Brons  | Alfonso Pérez      | COL  |
| 5      | Eraslan Doruk      | TUR  |
| 5      | Kim Tai-ho         | KOR  |
| 5      | Charlie Nash       | IRL  |
| 5      | Svein Erik Paulsen | NOR  |

### halfweltergewicht (tot 63.5 kg)
| rang   | sporter         | land |
| ------ | --------------- | ---- |
| Goud   | Ray Seales      | USA  |
| Zilver | Angel Angelov   | BUL  |
| Brons  | Issaka Daborg   | NIG  |
| Brons  | Zvonimir Vujin  | YUG  |
| 5      | Srisook Bantow  | THA  |
| 5      | Andres Molina   | CUB  |
| 5      | Graham Moughton | GBR  |
| 5      | Kyoji Shinohara | JPN  |

### weltergewicht (tot 67 kg)
| rang   | sporter         | land |
| ------ | --------------- | ---- |
| Goud   | Emilio Correa   | CUB  |
| Zilver | János Kajdi     | HUN  |
| Brons  | Richard Murunga | KEN  |
| Brons  | Jesse Valdez    | USA  |
| 5      | Maurice Hope    | GBR  |
| 5      | Anatoli Chohlov | URS  |
| 5      | Sergio Lozano   | MEX  |
| 5      | Günther Meier   | FRG  |

### halfmiddengewicht (tot 71 kg)
| rang   | sporter             | land |
| ------ | ------------------- | ---- |
| Goud   | Dieter Kottysch     | FRG  |
| Zilver | Wiesław Rudkowski   | POL  |
| Brons  | Alan Minter         | GBR  |
| Brons  | Peter Tiepold       | GDR  |
| 5      | Rolando Garbey      | CUB  |
| 5      | Loucif Hamani       | ALG  |
| 5      | Mohamed Majeri      | TUN  |
| 5      | Emeterio Villanueva | MEX  |

### middengewicht (tot 75 kg)
| rang   | sporter              | land |
| ------ | -------------------- | ---- |
| Goud   | Vjatsjeslav Lemesjev | URS  |
| Zilver | Reima Virtanen       | FIN  |
| Brons  | Prince Amartey       | GHA  |
| Brons  | Marvin Johnson       | USA  |
| 5      | Poul Knudsen         | DEN  |
| 5      | Nazif Kuran          | TUR  |
| 5      | Alejandro Montoya    | CUB  |
| 5      | Witold Stachurski    | POL  |

### halfzwaargewicht (tot 81 kg)
| rang   | sporter             | land |
| ------ | ------------------- | ---- |
| Goud   | Mate Parlov         | YUG  |
| Zilver | Gilberto Carrillo   | CUB  |
| Brons  | Janusz Gortat       | POL  |
| Brons  | Isaac Ikhouria      | NGR  |
| 5      | Nikolai Anfimov     | URS  |
| 5      | Miguel Angel Cuello | ARG  |
| 5      | Rudi Hornig         | FRG  |
| 5      | Harald Skog         | NOR  |

### zwaargewicht (boven 81 kg)
| rang   | sporter           | land |
| ------ | ----------------- | ---- |
| Goud   | Teófilo Stevenson | CUB  |
| Zilver | Ion Alexe         | ROU  |
| Brons  | Peter Hussing     | FRG  |
| Brons  | Hasse Thomsén     | SWE  |
| 5      | Duane Bobick      | USA  |
| 5      | Jürgen Fanghänel  | GDR  |
| 5      | Carroll Morgan    | CAN  |
| 5      | Oscar Ludeña      | PER  |

## Medaillespiegel
| rang   | land                     | goud | zilver | brons | totaal |
| ------ | ------------------------ | ---- | ------ | ----- | ------ |
| 1      | Cuba                     | 3    | 1      | 1     | 5      |
| 2      | Sovjet-Unie              | 2    | 0      | 0     | 2      |
| 3      | Hongarije                | 1    | 2      | 1     | 4      |
| 4      | Polen                    | 1    | 1      | 2     | 4      |
| 5      | Bulgarije                | 1    | 1      | 0     | 2      |
| 6      | Verenigde Staten         | 1    | 0      | 3     | 4      |
| 7      | Joegoslavië              | 1    | 0      | 1     | 2      |
| 7      | Bondsrepubliek Duitsland | 1    | 0      | 1     | 2      |
| 9      | Kenia                    | 0    | 1      | 2     | 3      |
| 10     | Finland                  | 0    | 1      | 0     | 1      |
| 10     | Mexico                   | 0    | 1      | 0     | 1      |
| 10     | Noord-Korea              | 0    | 1      | 0     | 1      |
| 10     | Oeganda                  | 0    | 1      | 0     | 1      |
| 10     | Roemenië                 | 0    | 1      | 0     | 1      |
| 15     | Groot-Brittannië         | 0    | 0      | 3     | 3      |
| 16     | Colombia                 | 0    | 0      | 2     | 2      |
| 17     | Ghana                    | 0    | 0      | 1     | 1      |
| 17     | Niger                    | 0    | 0      | 1     | 1      |
| 17     | Nigeria                  | 0    | 0      | 1     | 1      |
| 17     | DDR                      | 0    | 0      | 1     | 1      |
| 17     | Spanje                   | 0    | 0      | 1     | 1      |
| 17     | Zweden                   | 0    | 0      | 1     | 1      |
| totaal | totaal                   | 11   | 11     | 22    | 44     |